# Kaori Mochida
Kaori Mochida (持田 香織 Mochida Kaori?,  24 de marzo de 1978) es una cantante japonesa originaria de Koto, Tokio, Japón. Es la vocalista de la banda Every Little Thing. Entre sus fanáticos es conocida como Mocchi, originalmente escrito en hiragana, もっちー, aunque también en algunos programas de televisión es escrito en katakana, モッチー).

## Biografía

### Antes de Every Little Thing
Desde muy joven la cantante comenzó a aparecer ante la luz pública, primero como modelo, y más tarde dentro de comerciales para la televisión como niña actriz.
Comenzó a aparecer en varias revistas juveniles y demás, lo que le dio la oportunidad de empezar una carrera como cantante dentro de un grupo de chicas similares a Morning Musume llamadas  Kuro Buta All-Stars (黒BUTAオールスターズ?), pero al poco tiempo de empezar a presentarse en canales de televisión cambiaron su nombre a Kuro Buta Tengoku (黒BUTA天国?). El grupo de chicas alcanzó a lanzar sólo un único sencillo titulado "Mou Ichido (もう一度?)" en 1993, pero deciden separarse poco tiempo después para dedicarse completamente a sus estudios. Un hecho interesante es que el sencillo de Mou Ichido fue reeditado en junio de 1998 en Japón tras desatarse el éxito de Kaori junto a su banda Every Little Thing.

### Junto a Every Little Thing
Aún en la secundaria, Kaori decidió buscar una oportunidad como cantante, visitando al sello de Avex Trax, donde una de sus empresas, Avex D&D, estaba cerca de donde ella vivía.
Aquí fue donde conoció a Mitsuru Igarashi, con el cual más adelante comenzarían a grabar sus primeras canciones, con Kaori en voz e Igarashi encargándose de todo lo demás.
Al graduarse Kaori de la secundaria en 1996, con los estudiantes universitarios Ichiro Ito e Mitsuru Igarashi forman la banda Every Little Thing, y lanzan su primer sencillo titulado "Feel My Heart" el 7 de agosto.
Poco tiempo tras el debut de la banda, Kaori fue calificada como el nuevo ícono de la moda, siendo contratada para diversas compañías para hacer anuncios con el nombre de la compañía, como lo fueron Sea Breeze, Toyota, y Icebox. En el 2004 la cantante firmó un contrato con Nivea para comerciales, con los que terminó en el 2005 tras el lanzamiento de "Kimi no te". Poco a poco la joven comenzó a tomar más confianza y escribir sus propias canciones. En el 2001 realizó su primera composición musical, para el sencillo "jump" de Every Little Thing. En el 2004 la layenda de la música japonesa Yosui Inoue la escogió como una de sus voces favoritas, invitándola a trabajar junto con él en una canción titulada "Itsu no Manika Shojo wa", originalmente uno de sus b-sides presentes en su sencillo de los años 70 "'Yume no Naka e".
En marzo del 2006 Kaori escribió por primera vez una canción para otro artista. La canción fue de Haruka Ayase y fue titulada "Period". Posteriormente también escribió para otros artistas, como MAY y Mika Nakashima.
El 2009 comienza un proyecto en solitario de Kaori, con un sencillo lanzado en coaboración con el grupo instrumental Sakerock el 28 de enero.

## Discografía

### Sencillos
- Itsu no Manika Shōjo wa (いつのまにか少女は?) (20 de octubre de 2004)